# Muzeum Sztuki Ōhara
Muzeum Sztuki Ōhara (jap. 大原美術館 Ōhara Bijutsukan; ang. Ohara Museum of Art) – muzeum sztuki w japońskim mieście Kurashiki, w prefekturze Okayama. Nazwa muzeum pochodzi od nazwiska założyciela, biznesmena i filantropa, Magosaburō Ōhary (1880–1943).

## Historia i kolekcja
Muzeum było pierwszym, prywatnym muzeum prezentującym stałe kolekcje sztuki zachodniej, dostępne dla publiczności w Japonii. Zostało otwarte w 1930 roku i składało się pierwotnie, niemal wyłącznie, z obrazów i rzeźb francuskich artystów z XIX i XX wieku: Edgar Degas, Claude Monet, Auguste Renoir, Paul Gauguin. 
W kolejnych latach zbiory poszerzyły się o dzieła włoskich mistrzów renesansowych, hiszpańskich (El Greco), holenderskich i flamandzkich malarzy XVII wieku oraz płótna dwudziestowiecznych artystów amerykańskich. 
Osobną kolekcję stanowią dzieła japońskich malarzy XX wieku m.in. Takejiego Fujishimy (1867–1943), Shigeru Aokiego (1882–1911), Ryūseia Kishidy (1891–1929), Tarushige Koidy (1887–1931).
Muzeum zostało odznaczone Nagrodą Asahi za 1980 rok.